# グレイ・フォックス
- メタルギアシリーズ > メタルギアシリーズの登場人物 > グレイ・フォックス

グレイ･フォックス（Grey Fox、1946〜1955年? - 2005年）は、コナミ（現、コナミデジタルエンタテインメント）のアクションゲーム、メタルギアシリーズに登場する架空の人物。元特殊部隊FOXHOUND隊員。同じ軍人として主人公（ソリッド・スネーク）をサポートし、また対立する人物として物語上重要な役目を果たした。
出生に不明な点が多く、正確な生年や国籍は不詳。本名はフランク・イエーガーとされているが、これもあくまで戦場でつけられた名前である。身長181cm。1970年時点でCIA工作員、後にFOXHOUND隊員、その後は傭兵として各地を転戦。FOXHOUND在籍時は最高の隊員であることを示す「FOX」のコードネームを与えられていた。なお、義妹にナオミ・ハンターがいる。詳しくは「経歴」を参照。

## 経歴

### サンヒエロニモ半島事件以前
正確な出生は不明。
1960年代からアフリカで反ポルトガル支配を提唱するゲリラ組織、FRELIMO（モザンビーク解放戦線）の少年兵として、モザンビーク独立戦争に従軍。ナイフ一本で政府軍の兵士を葬る際の淡々とした様（Frankness）と、片言のドイツ語を話していたことから、フランク・イェーガーと呼ばれるようになった。
1966年にこの独立戦争に参加していたビッグ・ボスと出会う。そのとき彼と戦って敗れ、戦争の道具と化していたフランク・イェーガーはビッグ・ボスに保護される。
その後、更生施設に入れられたはずだったが、その資質の高さから「賢者達」に拉致され、完璧な兵士（絶対兵士）を作り出す計画の実験用の素材とされる。

### サンヒエロニモ半島事件
- 『メタルギアソリッド ポータブル・オプス』（2006年発売）

1970年11月2日。特殊部隊FOX隊員。当時のコードネームは「ヌル」。彼は任務完了のたびに調整槽に入れられ、記憶を一旦リセットさせられる。これにより、彼は超人的な速度で敵の動きを認識、学習できるようになった。マチェットを武器として用い、俊敏な動きから敵を斬殺する。銃弾を弾き飛ばすなど、後述のサイボーグ忍者を彷彿させる並はずれた身体能力を身につけている。
ビッグ・ボスと再度接触したことにより、記憶と感情を取り戻し、ビッグ・ボス側へ加勢する。

### アウターヘブン蜂起
- 『メタルギア』（1987年発売）

1995年。命を助けられ、人間らしさを取り戻させられるという再三の恩義を受け、ビッグ・ボスを慕うようになる。その後、ビッグ・ボスによるFOXHOUND設立時に隊員として参加。FOXHOUND在籍時は、最高の隊員である事を示す「FOX」のコードネームを与えられ、ビッグ・ボスの右腕として活躍した。
南ローデシア（ジンバブエ）で、孤児の少女を引き取りナオミ・ハンターと名付ける。その後、ビッグ・ボス、ナオミと共にアメリカへ移住、ナオミが大学を出るまでの面倒を見続けた。
1995年のアウターヘブン蜂起ではビッグ・ボスに命を受け、ソリッド･スネークに先駆けてアウターヘブンに潜入。謎の兵器「メタルギア」の情報を入手した後、捕虜とされた。その後ソリッド・スネークによって救出。スネークにメタルギアの情報を提供するなどの支援を行ったが、アウターヘブン陥落後は行方不明となった。

### ザンジバーランド騒乱
- 『メタルギア2 ソリッドスネーク』（1990年発売）

1999年12月24日。ビッグ・ボスの腹心として参加。ソリッド・スネークに対して無線で接触し、「ファンのひとり」を名乗って陰から支援した。しかし、これはソリッドを自らの場所までおびき寄せる意図があり、メタルギア改Dに搭乗してソリッド･スネークの排除を試みるも、逆にメタルギア改Dを破壊された。最後は地雷原でスネークと徒手格闘での決闘を行うも敗北、命を落としたかに思われた。
だが、実際には半死半生の状態で生き延びていた彼は、ザンジバーランドの陥落後に愛国者達に回収されていた。クラーク博士（パラメディック）によって蘇生させられると、ゲノム兵に施すジーンセラピー（遺伝子治療）の実験対象とされ人格を省みない実験を繰り返し施される。また、アームズ・テック社の強化外骨格の研究素材としても用いられた。
本作において本名がフランク・イェーガーであることが判明する。また、支援メンバーの一人である情報屋ジョージ・ケスラーとの無線によれば、西側ではフランク・ハンターと名乗っており、作中に登場したナターシャ・マルコヴァとはかつて恋愛関係にあった。
ソリッド・スネークの妨害の為に渓谷の橋をメタルギア改Dのミサイルで吹き飛ばした際、スネークと行動を共にしていたナターシャ（グスタヴァ）を殺害している。この時は表面上は意に介していなかったが、スネークに敗れ力尽きる際に彼女の名前を口にしており、内心では彼女を想い続けていた。

### シャドー・モセス島事件
- 『メタルギアソリッド』（1998年発売）

2003年に、オセロット、EVA、ナオミの手で救出され、研究機関の責任者であるクラーク博士を殺害して逃亡。事件発生当時はソリッド・スネークを追って、シャドー・モセス島に潜入していた。無線を介してスネークと接触、「ディープ・スロート」を名乗り、謎の支援者としてスネークにアドバイスをした。この際、『地雷原の入り口で突如無線で警告する』『正体を追及された際に「ファンのひとり」と名乗りはぐらかす』など、前作と似たシチュエーションによってその正体に関する伏線が張られている。
その一方で強化外骨格をまとった「サイボーグ忍者」としてスネークの前にたびたび姿を現した。
一度はサイボーグ忍者としてスネークと交戦し、戦闘の途中で薬が切れた禁断症状から発狂して行方不明となったが、リキッド・スネークの操るメタルギアREXと対峙するスネークを援護するため参戦。グレイ・フォックスはスネークに、「ナオミの両親を殺したのは俺だ。本当の仇はこの俺だ」と打ち明ける。そして、REXの攻撃で腕を切断される致命傷を負いながらも、スネークにナオミへ遺言を伝えるよう懇願し、最期はREXに踏み潰され死亡した。
さらにこの際にスネークに残した「俺たちは政治や戦争の道具なんかじゃない。戦うことでしか自分を表現できなかったが、いつも自分の意思で戦ってきた。」という言葉はスネーク自身やその後の彼の進む道に対して大きな影響を及ぼした。
スネークはナオミに、「俺（グレイ・フォックス）のことは忘れて、自分の人生を精一杯生きろ…」と嘘の遺言を伝え、ナオミにとってのグレイ・フォックスは、彼女の人生の最期まで「良き兄」であり続けることとなった。
『メタルギアソリッド インテグラル』では、グレイ・フォックスが受けたVR訓練として、いくつかのミッションでサイボーグ忍者を操作できる。スネークとは異なる超人的な動きが可能で、ステルス迷彩等、オリジナルの要素がある。VR訓練での標的はスネークになっている。
本作のデジタルコミックである『メタルギアソリッド バンドデシネ』では、ナオミの両親は彼自身が起こした誤爆事故で死亡したということや、せめてもの償いとしてナオミを養育したことをスネークに打ち明け、ザンジバーランドの戦地へと出向いたのは、事故とはいえナオミの両親を死なせた罪の重さに耐えきれなかったからだったことも明らかになる。
REXに踏み潰されそうになったグレイ・フォックスは、スネークに「スティンガーを撃ち込め！」と叫び、スネークはそれに従ってスティンガーをREXに撃つ。REXは破壊されたが、スネークはこの時の衝撃で頭を打って気を失い、そのあとリキッドとの一騎打ちに移る。
スネークに託したナオミへの遺言は「愛している。すまなかった」に変更され、ナオミは何らかの形で両親の死の真相を知ることとなった。真相を知ったナオミは、恨み言を口にはしなかったものの、「心の整理がつかない」と複雑な思いを打ち明ける。また、ナオミはスネークに投与したFOXDIEウィルスのプログラムを書き換え、ウィルスが発症しないよう永久休眠状態にしたことを伝えている。

### ビッグ・シェル占拠事件（プラント編）
- 『メタルギアソリッド2』（2001年発売）

2009年4月29日。雷電と大佐の会話の中で、名前だけではあるが登場する。また、グレイ・フォックスがシャドー・モセス島事件でスネークに伝えた言葉を、スネークが雷電に伝える件がある。
なお、当事件においてもサイボーグ忍者が登場するが、こちらの正体はオルガ・ゴルルコビッチであり、シャドー・モセス島事件を模したシチュエーションを作るための演出であった。
前作同様、地雷原の手前で無線越しに雷電に警告する。その際に「ディープ・スロート」を名乗るが、直後に「ミスターX」へと訂正している。小説版「サブスタンスII」にて、このコードネームの元ネタが『Xファイル』であることが示唆されている。

## 担当声優
『メタルギアソリッド』では、日本語版は塩沢兼人、英語版はグレッグ・イーグルスが担当した。
『メタルギアソリッド』のリメイク版である『ザ・ツインスネークス』ではロブ・ポールセンが担当した。
『ポータブル・オプス』では、日本語版は福山潤、英語版はLarc Spiesが担当した。
デジタルコミック作品である『バンドデシネ』では、塩沢の逝去に伴い山崎たくみが代役を担当した。サイコ・マンティスにより洗脳が行われている描写がある。

## その他の出演作品
『コナミ ワイワイレーシング アドバンス』（コナミ）
レーサーの一人としてサイボーグ忍者の姿で登場。
『大乱闘スマッシュブラザーズX』・『大乱闘スマッシュブラザーズSPECIAL』（任天堂）
「アシストフィギュア」と呼ばれるプレイヤーの援護キャラクターとしてサイボーグ忍者の姿で登場。声優は塩沢兼人。すでに塩沢が逝去しているため音声は『MGS』からの流用で、ライブラリ出演という形を取っている。『X』では初期状態では現れず、スネークが使用可能になると出現するようになる。